# Benny Lekström
Benny Johan Einar Lekström (Stoccolma, 19 febbraio 1981) è un calciatore e giocatore di calcio a 5 svedese, portiere del Västerhaninge IF e preparatore dei portieri del Brommapojkarna.

## Carriera

### Club
Lekström cominciò la carriera con la maglia dell'Enskede, per poi passare all'Hammarby. Il 30 luglio 2006 esordì allora nella Allsvenskan, mantenendo imbattuta la propria porta nel successo per 3-0 sull'Häcken. Non fu il portiere titolare della squadra, ma giocò comunque 10 partite nella massima divisione svedese nel corso di due stagioni. Terminata questa esperienza, si accordò con il Brommapojkarna, che nel 2008 centrò la promozione in Allsvenskan. Giocò altri 15 incontri in questa divisione.
Nel 2011 si trasferì al Mjølner, in Norvegia. Il 19 ottobre successivo, fu ufficializzato il suo trasferimento al Tromsø, club di Tippeligaen. Il 25 marzo 2012 debuttò con questa maglia, schierato titolare nel successo per 1-0 sul Fredrikstad.
Nel 2016 collezionò 11 presenze con il Sirius nella stagione in cui il club conquistò il ritorno in Allsvenskan dopo 42 anni. Nel 2017, all'età di 36 anni, scese a giocare in quinta serie con l'Ängby.
Il 14 luglio 2017 fece ritorno all'Hammarby, firmando un accordo valido fino al termine della stagione. Rivestì il ruolo di secondo portiere dietro al titolare Johan Wiland, anch'egli arrivato a luglio. Nel gennaio 2018 prolungò per un'altra stagione, durante la quale però fu terzo portiere dietro allo stesso Wiland e al nuovo arrivato Davor Blažević. Nonostante ciò, tra il febbraio e il marzo 2018 ebbe modo di giocare in tre partite della fase a gironi di Coppa di Svezia.
Nel dicembre 2018 fu reso noto che Lekström sarebbe rimasto all'Hammarby, ma non in qualità di portiere della squadra di calcio bensì di quella di calcio a 5, debuttando nella Svenska Futsalligan il 6 gennaio 2019. Nel febbraio 2019 tuttavia tornò al calcio a 11 accettando l'offerta del Brommapojkarna, squadra appena retrocessa in Superettan che aveva bisogno di un portiere a fronte dell'infortunio di Hampus Elgan. Durante questa parentesi ha giocato tre partite prima di diventare, nel mese di agosto a stagione in corso, nuovo preparatore dei portieri dello stesso Brommapojkarna.